# Marge jako rukojmí
Marge jako rukojmí (v anglickém originále Take My Wife, Sleaze) je 8. díl 11. řady (celkem 234.) amerického animovaného seriálu Simpsonovi. Scénář napsal John Swartzwelder a díl režíroval Neil Affleck. V USA měl premiéru dne 28. listopadu 1999 na stanici Fox Broadcasting Company a v Česku byl poprvé vysílán 27. listopadu 2001 na stanici ČT1.

## Děj
Po zhlédnutí reklamy v televizi rodina navštíví kavárnu Greasers Cafe s tematikou 50. let, kde Homer a Marge vyhrají taneční soutěž. Jejich výhrou je motocykl Harley-Davidson, který jim udělí Drsnej Jack pouhé tři dny před tím, než restaurace ukončí činnost. Poté, co se Homer naučí od Barta jezdit na motorce a užívá si to, založí s Vočkem, Lennym, Carlem a Nedem Flandersem klub psanců na motorkách s názvem Pekelní satani, přestože Ned jezdí na kole, Carl na Vespě, Lenny na sekačce a Vočkova motorka je stará. Dostávají se do potíží po celém Springfieldu, až je Homer konfrontován s motorkářským klubem Bakersfieldských psanců jménem Pekelní satani a je donucen sníst veškeré své oblečení Pekelných satanů za to, že použil jejich jméno. 
Konkurenční skupina začne bydlet v domě Simpsonových, obecně se chová destruktivně a rodinu zastrašuje. Naštěstí Marge dokáže po partě uklízet a starat se o ně, což oni ocení. Jednoho dne Pekelní satani odejdou a vezmou Marge s sebou. Později ji ujistí, že je v bezpečí, protože nikdo z nich ji nepovažuje za sexuálně přitažlivou. Homer je vystopuje v kempu, kde se utká s Meathookem, a získá Marge zpět. Oba dva se rozloučí s partou, která má v plánu poslechnout radu, kterou jim dala Marge, a najít si normální práci. Homer se s Marge vrací do motorkářského baru, kde byl předtím opakovaně zmlácen, a odchází se sudem Duffa.

## Produkce
Díl napsal John Swartzwelder a režíroval jej Neil Affleck. V epizodě hostovali John Goodman jako Meathook, Henry Winkler jako Ramrod, Jay North jako on sám, NRBQ jako oni sami a Jan Hooksová jako Manjula. Bubeník NRBQ Tom Ardolino v rozhovoru před odvysíláním dílu řekl, že vystoupení skupiny je „opravdu rychlé“. „Jsme v baru, kam přijde Homer a hledá Marge. Jsme kapela, která hraje v baru,“ uvedl. Baskytarista Joey Spampinato poznamenal: „Seděli jsme u stolu, když četli scénář, a byla to docela legrace.“. Kromě toho, že se NRBQ objevili v epizodě, zahráli při závěrečných titulcích znělku Simpsonových. Vedoucí producent Mike Scully považuje NRBQ za jednu ze svých oblíbených kapel a jejich písně byly použity již ve třech epizodách seriálu, jež se vysílaly nedlouho před vznikem této epizody.

## Kulturní odkazy
Název Homerova gangu, Pekelní satani, je odkazem na skutečný motorkářský gang a syndikát organizovaného zločinu Pekelní andělé. Paul Broughton a Linda Walkerová, autoři Motorcycling and Leisure: Understanding the Recreational PTW Rider z roku 2009, analyzovali epizodu ve své knize takto: „Homer například říká: ‚Jo, to je život pro mě, Marge. Křižování a obtěžování prodavačů.‘ Obraz psance je v rámci této epizody ještě posílen, když se jiná skupina motorkářů, nazývaná také Pekelní satani, urazí, když Homer použije toto jméno. Tato parta se chová stereotypně jako gang, zdemoluje Homerův dům a unese jeho ženu. Skutečnost, že kultovní kreslený seriál dokáže s úspěchem využít tak stereotypní představy o jezdcích, ukazuje, jak moc je negativní obraz jezdců ve společnosti zakořeněn.“.
Mezi další odkazy na populární kulturu patří odkaz na film Dobrodružství Robina Hooda z roku 1938. Homerův souboj na motocyklu s Meathookem paroduje závěrečný souboj na meče mezi Robinem a Guyem z filmu Robin Hood and Guy of Gisbourne. Drsnej Jack je parodií na rozhlasového moderátora Wolfmana Jacka; jeho přítelkyně připomíná Debbie z filmu Americké graffiti. Když Apu vyhání Homera z Kwik-E-Martu koštětem, zaujímá s Manjulou postoj připomínající obraz Granta Wooda American Gothic.

## Vydání
Epizoda byla původně vysílána na stanici Fox ve Spojených státech 28. listopadu 1999. 7. října 2008 vyšla na DVD jako součást boxu The Simpsons – The Complete Eleventh Season. Členové štábu Mike Scully, George Meyer, Ian Maxtone-Graham, Julia Thackerová, Dan Castellaneta a Neil Affleck se podíleli na audiokomentáři k epizodě na DVD. Na box setu byly také zařazeny vymazané scény z epizody.
Při recenzování 11. řady Simpsonových se Colin Jacobson z DVD Movie Guide vyjádřil: „Měli bychom této epizodě vyčítat podobnost s filmem Divočáci? Možná ne, ale díl se příliš nepovyšuje nad úroveň této průměrnosti Johna Travolty. Mám rád hostující hvězdy Henryho Winklera a Johna Goodmana, takže díl není prohrou, ale ani vítězem.“